# Peng Lei
Peng Lei (chinês: 彭蕾; nascida em 1972/73), também conhecida como Lucy Peng, é uma empresária bilionária chinesa. Ela é uma das fundadoras da empresa de comércio eletrônico Alibaba Group. Em março de 2017, Peng era uma das 21 mulheres que se tornaram bilionárias na China.

## Carreira
Peng formou-se em administração de empresas em 1994 pelo Instituto de Comércio de Hangzhou, que mais tarde foi renomeado como Universidade Zhejiang Gongshang. Após sua graduação, ela lecionou na Universidade de Finanças e Economia de Zhejiang por cinco anos. Peng parou de lecionar logo depois de se casar, e com seu marido (que mais tarde administraria o Taobao, o mercado remanescente do eBay do Alibaba) juntou-se a Jack Ma na fundação do Alibaba em setembro de 1999. Eles eram uma das muitas equipes de marido e mulher que compunham a proporção de 1/3 de mulheres entre os sócios fundadores do Alibaba, pelos quais a empresa mais tarde seria positivamente elogiada.
Suas primeiras responsabilidades com a empresa envolviam gerenciar o departamento de RH do Alibaba, que ela mesma criou. Durante esse período, uma de suas realizações notáveis foi desenvolver o modelo "mamãe e papai" no Alibaba, no qual uma "mãe" se concentrava no trabalho em equipe e na motivação, enquanto um "papai" cuidava das avaliações de desempenho.
Em março de 2013, Peng assumiu o cargo de CEO da Alibaba Small and Micro Financial Services. Lá, ela fez um progresso significativo na busca por inovações no sistema de pagamentos móveis.
Em 2013, o nome de Peng foi frequentemente divulgado pela imprensa chinesa como uma candidata para o próximo CEO do Alibaba. No entanto, outro executivo acabou conseguindo o emprego.
Em 2014, Peng fundou o Ant Financial Services Group. Em setembro de 2015, Alibaba e Ant Financial juntas assumiram uma participação combinada de 40% na operadora indiana de carteira móvel Paytm, colocando Peng como membro de seu conselho de diretores. Em 2016, a Ant Financial quebrou o recorde de maior arrecadação de fundos privada encontrada para uma empresa de internet em US $ 4,5 bilhões, colocando a empresa em uma avaliação de aproximadamente US$ 60 bilhões.
Ela também atuou como diretora de recursos humanos do Alibaba Group por mais de 10 anos. Nesta posição, ela supervisionou os aproximadamente 35 mil funcionários do Alibaba.
Peng se tornou uma bilionária em 2014 com base na avaliação do Alibaba antes de seu IPO recorde. Após a suspensão desse IPO e a retirada de Jack Ma de aparições públicas, Peng inesperadamente o substituiu, incluindo o final de Africa's Business Heroes em novembro de 2019.

## Vida pessoal
Três anos depois de começar a lecionar, Peng se casou com Sun Tongyu. Mais tarde, ela se divorciou dele por um curto período, mas depois se casou novamente.
Porter Erisman, em seu documentário de 2012 Crocodile in the Yangtze sobre os primeiros anos do Alibaba, descreveu Peng como uma líder "engraçada e realista".

## Conquistas
Em 2016, Peng foi listada como a 35ª mulher mais poderosa do mundo pela Forbes, 35ª em sua lista de Power Women para 2016 e 17ª em sua lista de Asia Power Women para 2016.
Em 2015, ela foi classificada como a terceira mulher mais rica no setor de tecnologia pela Wealth-X, e a 11ª mulher mais poderosa da Ásia pela Fortune.